# Aurelio González Benítez
Aurelio González Benítez (25 de setembre de 1905 - 9 de juliol de 1997) fou un futbolista paraguaià.

## Trajectòria
És un dels futbolistes més importants de la història de Paraguai. Començà a Sportivo Luqueño i continuà a Olimpia Asunción, guanyant els campionats de 1927, 1928, 1929, 1931, 1936, 1937 i 1938. Refusà ofertes milionàries de CA San Lorenzo de Almagro per continuar al Paraguai. Va formar part de l'equip paraguaià a la Copa del Món de 1930.
També fou entrenador de futbol.